# Île de Babagueye
L' île de Babagueye est une île du Sénégal appartenant administrativement à Saint-Louis.

## Géographie
Elle s'étend sur environ 1,784 km de longueur pour une largeur approximative de 439 m. Toute la partie nord est aride mais il existe en son centre et au sud une végétation de type buissons. Son sol est sablonneux et plat

## Histoire
Sur l'ancienne île de Bocos, en 1685, Michel Jajolet de la Courbe fit bâtir un fort pour contrôler l'embouchure du fleuve. 
A la révolution française, le gouverneur François Blanchot de Verly acquiert l'île pour décongestionner Saint-Louis mais l'opération est un échec puisque personne ne s'y installe,.